# 横川省三

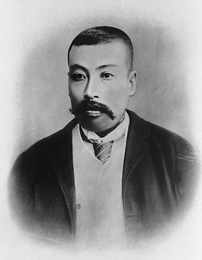
横川省三

横川 省三（よこかわ しょうぞう、元治2年4月4日（1865年4月28日） - 明治37年（1904年）4月21日）は明治期の新聞記者。日露戦争時のスパイ。ロシア軍に捕縛され処刑された。南部盛岡藩の出身。初名は勇治。勇次のペンネームで活動することもあった。旧姓は三田村、山田（兵役逃れ目的で「徴兵養子」となったためである。「俺は今日から山田勇治じゃ。徴兵にゃ行かんぞ」と吹聴している）。

## 生涯
盛岡藩士・三田村勝衛の二男・勇治（勇次）として岩手の下米内村（現・盛岡市）で生まれ、岩手育英舎などで学び、小学校教諭となる。山田家の養子となり、実父が亡くなり、上京。
若い頃は自由民権運動に携わり、1884年の加波山事件により投獄された。また、1887年には保安条例施行に伴い、伊東圭介と共に皇居周囲三里以内から追放された。盛岡に戻り、岩手青年会を創立、仙台の河北新報の社友として論陣を張る。1889年に花巻の横川家に婿入りし、横川姓となる。
1890年に朝日新聞の新聞記者の職を得、妻子とともに上京し、郡司成忠の千島列島探検隊の特派員や日清戦争の従軍記者などの活動をする。1897年に記者を辞め、単身サンフランシスコに渡り、鷲津尺魔らと邦字新聞の『ジャパン・ヘラルド』（→「桑港日本新聞」→「日米新聞』）を創刊し、アメリカでの農園経営やハワイ移民の斡旋などに携わった。この間に娘が二人生まれたが、妻を亡くしている。
日露戦争開戦に際しては弟に娘を預け、1901年、北京公使館の内田康哉清国公使に招かれ中国に渡り、青木宣純大佐率いる特別任務班のメンバーとなり、沖禎介とともに特殊工作に従事する。1904年にはロシア軍の東清鉄道爆破任務のためラマ僧に変装して満洲に潜伏する。ロシア兵に見つかり、ハルピンに移送され、沖禎介とともに銃殺刑に処された。

## 家族
- 父・三田村勝衛（1882年頃没） ‐ 盛岡藩士、のち軽米村戸長[6]
- 伯父・東野光好 ‐ 省三は下米内村の東野宅で生まれ、幼少期を過ごした。家の向かいには藤村操の実家、その隣に山屋他人の家があった。[7]
- 妻・佳哉（1898年没） ‐ 花巻市東和町の横川家の娘。二女を儲けるも夭折。
- 娘・律子

## 逸話
- ロシア軍に捕らえられ、裁判にかけられた際、検察官は絞首刑を求刑したが、横川は異議を唱え「どうか軍人に対する礼をもって、銃殺刑に処していただきたい」と嘆願した。裁判長は、慎重な審議の末、二人を軍人として扱い、銃殺刑とすることを決めた。二人の礼儀正しさ、落ち着き、そして国家のために命を捧げ、潔く死に臨もうとする姿に心を打たれ「こんな立派な人間を殺すのは惜しい」と思った裁判長はロシア軍総司令官のクロパトキンに彼らの減刑を請願した。判断が覆ることはなかったが、銃殺刑の判決を聞いた二人は満足そうに笑みを浮かべ、裁判長と法務官に深々と一礼したという。執行当日、死刑執行官は、射撃手に「射撃用意」と命じ、その後「愛をもって撃て」と付け加えた。尊敬すべき二人の日本人が苦しまないように、正しく心臓を狙えということである。二人は最期に「天皇陛下万歳」と叫び、横川は39歳の若さで刑場に露と消えた[4]。
- 日清戦争の際に従軍記者として戦艦の搭乗を希望したが、許可おりなかったが、「僕を機械の一部と思ってください」と頼み艦長を説得させた。
- 最初の遺言で所持金を娘に託そうとしたが公金であるため、ロシア赤十字社への寄付に変更した。敵国の赤十字社に所持金全てを寄付するという前例のない行動は、ロシア人を驚嘆させ、感動させたという[4]。
- 後に横川省三の死刑執行官シモノフは、ロシア革命後、日本に亡命し、長女の律子に父の最期を伝えた。「お父さんの立派な最期の様子をいつか直接お伝えしようと思って、今日まで待っていたのです。あなたに会えてこんなに嬉しいことはない」。シモノフの目から、大粒の涙が流れていた。彼は横川省三の最期に軍人の理想を見たのである[4]。
- 大正13年（1924年）、従五位を追贈された[8]。

## 石碑等
- 志士之碑（岩手県盛岡市公園下武徳殿前）
- 六烈士弔霊塔（岩手県盛岡市高松・神庭山）
- 港区立横川省三記念公園（東京都港区麻布、閉鎖済）

1938年に麻布箪笥町（現・六本木三丁目）の自邸跡が東京市に寄付され、市営の横川公園として整備されたが、1964年の首都高建設のため麻布台一丁目に移転、2019年に虎ノ門・麻布台地区再開発のため廃園となり、2023年麻布台ヒルズの中央公園となった。
- 横川省三記念公園（岩手県花巻市東和町）

## その他
- 映画『二百三高地』（昭和55年東映製作 舛田利雄監督）は、横川と沖の処刑シーンから始まる。横川を早川純一、沖を村井国夫が演じた。このシーンはテレビ版にも流用された（ノンクレジット）。
- 盛岡市北山2丁目聖寿禅寺と青山霊園に墓がある。